# Centertown (Missouri)
Pour les articles homonymes, voir Centertown.
Centertown est un village du comté de Cole, dans le Missouri, aux États-Unis,. Situé au nord-ouest du comté, il est fondé en 1867 et incorporé en 1901.

## Démographie
Lors du recensement de 2010, le village comptait une population de 278 habitants. Elle est estimée, en 2016, à 284 habitants.

## Source de la traduction
- (en) Cet article est partiellement ou en totalité issu de l’article de Wikipédia en anglais intitulé « Centertown, Missouri » (voir la liste des auteurs).